# ITA Airways
Italia Trasporto Aereo SpA (más conocida como ITA Airways o ITA-Italia Trasporto Aereo) es una aerolínea italiana y la compañía de bandera de ese país. La aerolínea está a cargo de los activos y trayectos de la antigua y extinta Alitalia.

## Historia
El 10 de octubre de 2020, el gobierno italiano firmó un decreto para permitir reorganizar la línea aérea como Italia Trasporto Aereo S.pA. El 28 de octubre de 2020, se informó que ITA compraría varios activos de Alitalia - Società Aerea Italiana SpA, incluida la marca y los códigos de vuelo de Alitalia y Alitalia CityLiner , el código de emisión de billetes de IATA (055), la frecuencia de MilleMiglia. programa de volantes y franjas horarias en el aeropuerto de Londres-Heathrow (68 franjas horarias semanales en verano y 65 en invierno). Se espera que la transacción cueste 220 000 000 €.
El 8 de enero de 2021, la Comisión Europea envió una carta al Representante Permanente de Italia ante la Unión Europea lanzar una “licitación abierta, transparente, no discriminatoria e incondicional” para deshacerse de los activos de Alitalia. La carta consta de 62 solicitudes de aclaración, rechazando la idea de que el antiguo transportista pudiera vender sus pertenencias a la nueva empresa en negociación privada. En la carta se afirma que la marca Alitalia no debe ser retenida por ITA, ya que es un indicador emblemático de continuidad. La Comisión Europea sugiere que los negocios combinados de aviación, asistencia en tierra y mantenimiento se vendan por separado a un tercero. También sugiere que slots en los aeropuertos deben venderse y el programa MilleMiglia en su totalidad no puede transferirse a la nueva entidad corporativa.
El 26 de agosto de 2021, ITA abrió oficialmente la venta de boletos en su sitio web recién lanzado.
ITA Airways, que sucedió a Alitalia en quiebra, también la sustituirá en el programa de fidelidad SkyTeam.
El 30 de septiembre de 2021, ITA anunció que la aerolínea trabajará con Airbus como un "socio estratégico" con la aerolínea, esto incluyó los anuncios del futuro de la flota de ITA. La aerolínea también anunció un memorando con Airbus para la compra de 10 aviones Airbus A330neo, 7 Airbus A220 y 11 Airbus A320neo, un total de 28 aviones nuevos; junto con un acuerdo con Air Lease Corporation para el arrendamiento de 31 nuevos aviones Airbus adicionales, incluyendo el arrendamiento del Airbus A350-900.
En mayo de 2023 el gobierno de Giorgia Meloni anunció la privatización de Ita Airways.

## Asuntos corporativos

### Propiedad y oficina corporativa
La aerolínea es propiedad total del gobierno italiano a través del Ministerio de Economía y Finanzas. Como ITA es propiedad del gobierno italiano, sus oficinas corporativas están ubicadas en el Ministerio de Economía y Finanzas.
El liderazgo de la aerolínea es el siguiente:[cita requerida]
- Sandro Pappalardo (presidente del consejo de administración)

- Joerg Eberhart (director ejecutivo)

### Imagen corporativa
El 15 de octubre de 2021 también se presentó la nueva marca de la aerolínea, que opera como ITA Airways. La librea de la aeronave utiliza un diseño renovado y una nueva combinación de colores, con un color azul para el fuselaje y blanco para las alas, el logotipo blanco "ITA Airways" con parte de la letra A en rojo y el tricolor italiano al final de la cola. La marca “Alitalia”, aunque no se utilizó temporalmente, se adquirió para utilizarla en futuras operaciones de mercadotecnia y también para evitar que las aerolíneas competidoras la adquieran.

## Destinos
Planea servir a 45 destinos, incluidos 21 en Italia, con 61 rutas creciendo a 74 destinos y 89 rutas para 2025.[cita requerida]

### Alianzas
ITA Airways se unió a la alianza SkyTeam el 29 de octubre de 2021. La compañía dejó SkyTeam el 30 de abril de 2025.

### Acuerdos de código compartido
ITA Airways tiene los siguientes acuerdos de código compartido con las siguientes aerolíneas:
- Avianca[10]
- Aeroméxico
- TAP Air Portugal[11]
- Aerolíneas Argentinas[12]
- airBaltic[13]
- Air Corsica[14]
- Air Europa[15]
- Air France[16]
- Air Malta[17]
- Air Serbia[18]
- Austrian Airlines[19]
- Azul Brazilian Airlines[20]
- Bulgaria Air[21]
- Croatia Airlines
- Delta Air Lines[22]
- Ethiopian Airlines[23]
- Etihad Airways[24]
- Kenya Airways[25]
- KLM[26]
- Kuwait Airways[27]
- Lufthansa[19]
- Luxair[28]
- Middle East Airlines[29]
- Neos[30]
- Pegasus Airlines[31]
- Qantas[32]
- Royal Air Maroc[33]
- Royal Jordanian Airlines[23]
- Saudia[23]
- Swiss International Air Lines[19]
- TAROM[21]
- Vietnam Airlines[34]

## Flota
| Aeronaves           | En Servicio | Órdenes | Butacas                  | Butacas                  | Butacas                  | Butacas                  | Notas |
| Aeronaves           | En Servicio | Órdenes | J                        | Y+                       | Y                        | Total                    | Notas |
| ------------------- | ----------- | ------- | ------------------------ | ------------------------ | ------------------------ | ------------------------ | --- |
| Airbus A220-171     | 3           | 6       | TBA                      | TBA                      | TBA                      | TBA                      | La entrega comienza en 2022, por acuerdo con Airbus o arrendada a Air Lease Corporation                           |
| Airbus A220-371     | 8           | 9       | TBA                      | TBA                      | TBA                      | TBA                      | La entrega comienza en 2022, por acuerdo con Airbus o arrendados a Air Lease Corporation                          |
| Airbus A319-100     | 11          | —       | —                        | 37                       | 101                      | 138                      | Tomado de Alitalia tras su cierre. 2 serán transferidos a Turkish Airlines.                                       |
| Airbus A320-200     | 25          | —       | 36                       | —                        | 120                      | 156                      | Tomado de Alitalia tras su cierre. EI-EIB lleva la librea "Nacido en 2021". Serán transferidos a Turkish Airlines |
| Airbus A320-272N    | 17          | 3       | TBA                      | TBA                      | TBA                      | TBA                      | La entrega comienza en 2023, arrendada por Air Lease Corporation                                                  |
| Airbus A321-271NX   | 2           | —       | TBA                      | TBA                      | TBA                      | TBA                      | La entrega comienza en 2023, arrendada por Air Lease Corporation                                                  |
| Airbus A321-271NXLR | 2           | —       |                          |                          |                          |                          | |
| Airbus A330-202     | 7           | —       | 20                       | 17                       | 219                      | 256                      | Tomado de Alitalia tras su cierre. Serán transferidos a Turkish Airlines.                                         |
| Airbus A330-941N    | 11          | 7       | TBA                      | TBA                      | TBA                      | TBA                      | La entrega comienza en 2023, arrendada por Air Lease Corporation                                                  |
| Airbus A350-941     | 6           | 4       | 31                       | —                        | 301                      | 334                      | |
| Total               | 91          | 25      | 8 años promedio de flota | 8 años promedio de flota | 8 años promedio de flota | 8 años promedio de flota | 8 años promedio de flota                                                                                          |

### Desarrollo
Para 2025, ITA Airways planea aumentar el tamaño de la flota a 105 aviones,[cita requerida] de los cuales el 70% son de nueva generación. Para este plazo, se considera que la compra de nuevos Airbus A321XLR para operar rutas de larga distancia, como Acra, Dakar y Lagos en África y Jeddah, Riad y Kuwait City en Oriente Medio.

## Servicios
Volare es el programa de viajero frecuente o fidelización de la aerolínea, mediante el cual los clientes pueden acumular puntos en función de las millas voladas. La aerolínea no pudo heredar el programa de lealtad Alitalia MilleMiglia, debido a que la Comisión Europea se lo prohibió.